# Katastrofa lotu Viasa 742
Katastrofa lotu Viasa 742 wydarzyła się 16 marca 1969 roku w mieście Maracaibo w Wenezueli. W wyniku katastrofy samolotu McDonnell Douglas DC-9-30 należącego do linii lotniczych Viasa, śmierć poniosło 155 osób, w tym wszystkie osoby przebywające na pokładzie oraz 71 osób na ziemi.
McDonnell Douglas DC-9-30 (nr. rej. YV-C-AVD) odbywał lot z Maracaibo do Miami. Kapitanem samolotu był  Emiliano Maldonado. Maszyna w trakcie startu miała problem z nabraniem odpowiedniej prędkości startowej. Oderwała się od pasa startowego kilka metrów przed jego zakończeniem. Piloci mieli problem ze wzniesieniem samolotu na wyższy pułap i po starcie ten leciał na wysokości zaledwie 10 metrów. Samolot przechylił się na lewą stronę, przeleciał nad autostradą, a następnie zawadził lewym skrzydłem o przewody wysokiego napięcia, co spowodowało oderwanie fragmentów skrzydła. Pomimo to maszyna przeleciała jeszcze kilkaset metrów nad dzielnicą mieszkalną. Kolejne uderzenie lewym skrzydłem o przewody spowodowało jego oderwanie i obrócenie się samolotu o 180°. W tej pozycji maszyna runęła na budynki mieszkalne, zabijając większość przebywających w nich ludzi. Siła katastrofy spowodowała wyrzucenie płonącego lewego silnika w powietrze; spadł on kilkaset metrów dalej na dom, uśmiercając większość domowników. 
Śledztwo wykazało, że do katastrofy przyczynili się piloci, którzy źle obliczyli wagę samolotu przed startem i zabrali na pokład zbyt wiele towarów. W efekcie maszyna była zbyt obciążona, by uzyskać właściwą siłę nośną podczas wznoszenia. 
Była to największa katastrofa lotnicza pod względem liczby ofiar w historii Wenezueli, do czasu katastrofy lotniczej pod Machiques w sierpniu 2005 roku, w której zginęło 160 osób.